# Nederland op het Eurovisiesongfestival 1988
Nederland nam deel aan het Eurovisiesongfestival 1988 in de Ierse hoofdstad Dublin. Het was de 32ste deelname van het land op het Eurovisiesongfestival. De NOS was verantwoordelijk voor de Nederlandse bijdrage.

## Selectieprocedure
Gerard Joling werd intern gekozen om Nederland te vertegenwoordigen op het Eurovisiesongfestival. Zijn lied werd gekozen via het Nationaal Songfestival, dat op 23 maart 1988 gehouden werd in het Congresgebouw in Den Haag. De show werd gepresenteerd door Astrid Joosten. Zes liedjes namen deel aan deze finale, die allemaal werden gezongen door Joling. Het winnende lied werd gekozen door een 55-koppige jury.
| Volgorde | Lied                   | Punten | Plaats |
| -------- | ---------------------- | ------ | ------ |
| 1        | Heel verliefd          | 222    | 2      |
| 2        | Shangri-la             | 283    | 1      |
| 3        | Happy end in Hollywood | 213    | 4      |
| 4        | December in april      | 165    | 5      |
| 5        | Doolang doolang        | 156    | 6      |
| 6        | Mijn droom             | 219    | 3      |

## In Ierland
Nederland moest tijdens het Eurovisiesongfestival als zevende van 21 landen aantreden, voorafgegaan door Spanje en gevolgd door Israël. Op het einde van de puntentelling bleek dat Gerard Joling op de negende plaats was geëindigd met een totaal van 70 punten. 
Van Griekenland en Luxemburg ontving hij het maximum van 12 punten.
België had geen punten over voor het Nederlandse lied.

### Gekregen punten
| 12 punten                 | 10 punten | 8 punten | 7 punten                             | 6 punten                                    |
| ------------------------- | --------- | -------- | ------------------------------------ | ------------------------------------------- |
| - Griekenland - Luxemburg |           |          | - Israël - Joegoslavië - Zwitserland | - Duitsland - Turkije - Verenigd Koninkrijk |
| 5 punten                  | 4 punten  | 3 punten | 2 punten                             | 1 punt                                      |
| - Italië                  |           |          | - Ierland                            |                                             |

### Punten gegeven door Nederland
Punten gegeven in de finale:
| 12 punten | Denemarken  |
| 10 punten | Zwitserland |
| 8 punten  | Zweden      |
| 7 punten  | Noorwegen   |
| 6 punten  | Ierland     |
| 5 punten  | Luxemburg   |
| 4 punten  | IJsland     |
| 3 punten  | Israël      |
| 2 punten  | Frankrijk   |
| 1 punt    | Turkije     |

1956 · 1957 · 1958 · 1959 · 1960 · 1961 · 1962 · 1963 · 1964 · 1965 · 1966 · 1967 · 1968 · 1969 · 1970 · 1971 · 1972 · 1973 · 1974 · 1975 · 1976 · 1977 · 1978 · 1979 · 1980 · 1981 · 1982 · 1983 · 1984 · 1985 · 1986 · 1987 · 1988 · 1989 · 1990 · 1991 · 1992 · 1993 · 1994 · 1995 · 1996 · 1997 · 1998 · 1999 · 2000 · 2001 · 2002 · 2003 · 2004 · 2005 · 2006 · 2007 · 2008 · 2009 · 2010 · 2011 · 2012 · 2013 · 2014 · 2015 · 2016 · 2017 · 2018 · 2019 · 2020 · 2021 · 2022 · 2023 · 2024 · 2025